# Nik Stauskas
Nikolas Tomas "Nik" Stauskas (Mississauga, Ontario; 7 de octubre de 1993) es un jugador de baloncesto canadiense, de ascendencia lituana, que pertenece a la plantilla de los Indiana Pacers de la NBA. Con 1,98 metros de altura, juega en la posición de escolta. Stauskas es internacional absoluto por Canadá.
Después de pasar dos de sus años de instituto en Ontario, Canadá en "Loyola Catholic Secondary School" y representar al equipo nacional canadiense en el Campeonato FIBA Américas Sub-16 de 2009, Stauskas se mudó al sur de Kent, Connecticut para asistir al instituto "South Kent School" durante un año, pero no jugar baloncesto allí debido a una lesión en la cadera. Luego se trasladó al instituto "St. Mark's School" en Southborough, Massachusetts, donde se destacó en baloncesto de preparatoria durante dos años, liderando al instituto a un back-to-back de Finales del Campeonato New England Preparatory School Athletic Council (NEPSAC) Clase AA. El equipo ganó el campeonato de la NEPSAC en la temporada sénior de Stauskas en 2012, y también fue el jugador más valioso (MVP) de las finales del campeonato. También fue seleccionado para el mejor quinteto de la Clase AA de la NEPSAC.
En su primer año como freshman en Michigan, fue movido a la alineación titular para la temporada 2012-13 del equipo en el séptimo partido del equipo. Fue nombrado por Sports Illustrated freshman (debutante) nacional de la semana una vez, freshman (debutante) de la semana de la Big Ten Conference en 3 ocasiones y para el premio Tisdale Wayman (USBWA Freshman Nacional del Año) en lista de los mejores 12 de mitad de temporada. Durante el Campeonato de la División I de Baloncesto Masculino de la NCAA de 2013, ganó el reconocimiento de mejor quinteto de la regional sur. En su segundo año como sophomore, Stauskas pasó a ser nombrado jugador de la semana de la Big Ten Conference 4 veces durante la temporada 2013-14 de la Big Ten Conference. También obtuvo el reconocimiento jugador nacional de la semana por parte de CBS Sports y La Asociación de Escritores de Baloncesto de Estados Unidos (United States Basketball Writers Association). Después de la temporada regular, fue nombrado en el segundo equipo consensuado All-American de 2014 y fue nombrado Jugador del Año de la Big Ten Conference. Tras dos temporadas, declararó su elegibilidad para el Draft de la NBA de 2014.

## Trayectoria deportiva

### Primeros años
El periodista de ESPN The Magazine, Adam Doster señaló que el anuncio por parte de la NBA, el 30 de septiembre de 1993, de la llegada de su franquicia número 28 (Toronto Raptors) a los empresarios canadienses podría considerarse como el comienzo de la historia de Stauskas, que nació siete días más tarde. Esta decisión abrió un nuevo conjunto de aspiraciones para los jóvenes canadienses, de acuerdo con Doster. Stauskas nunca ha jugado al hockey sobre hielo y apenas ha jugado hockey en la calle. Trató de jugar fútbol a los seis años, pero un brazo roto puso fin a eso. Su primera experiencia con el baloncesto llegó como un miembro de la Ausra Sports Club, que es un equipo itinerante con sede en Toronto para los niños de ascendencia lituana. Stauskas creció siendo un fanático de los Raptors específicamente de Vince Carter como su jugador favorito. A las ocho o nueve años, jugó un uno contra uno contra Carter en la práctica abierta de los Raptors para los aficionados, celebradas en el Air Canada Centre, el cual aumentó su entusiasmo por el deporte. Desde entonces tirar una pelota de baloncesto ha sido su pasatiempo favorito.
En quinto grado, sus padres y su hermano le dieron a elegir sobre la forma del paisaje del patio de su casa: Una piscina, una cancha de baloncesto, entre otras cosas, lo que lleva a la pista familiar de traspatio. Stauskas y su hermano mayor, Peter jugarían a todas horas y condiciones, incluyendo una tormenta de hielo en 2006 que fue tan grave que, según recuerda, en 2013, "La pelota no podía golpear el tablero sin deslizarse, pero no nos importaba".
Su hermano afirma que Stauskas anotó cerca de 50 puntos en un partido en la escuela media. Durante gran parte de su juventud, y el futuro base de Gonzaga Kevin Pangos asistieron a campamentos de baloncesto juntos, jugando regularmente uno contra uno, mientras otros campistas tomaban descansos para otras actividades de baloncesto. Hasta 2009, Stauskas jugó para el instituto Loyola Catholic Secondary School. Registró un promedio de 15,0 puntos, 5,0 rebotes y 5,0 asistencias en la temporada 2007-08 y 32,0 puntos, 14,0 rebotes y 7,5 asistencias en la temporada 2008-09. Stauskas se enfrentó a una crisis de baloncesto antes de su temporada de 10° grado en el 2008-09, cuando Loyola estaba en peligro de no presentar un equipo. aunque su padre, un consultor informático, estaba dispuesto a ser voluntario como entrenador, la política de la escuela requiere la presencia de un maestro, y ningún profesor estaba dispuesto a servir. Finalmente encontró un profesor de francés que se dispuso a ello. Mientras tanto, Stauskas se unió al primer equipo Amateur Athletic Union (AAU) en Toronto, dirigido por Ro Russell. Algunos de los jugadores anteriores de Russell, como Tristan Thompson y Cory Joseph se habían ido a los Estados Unidos para completar sus años escolares. Stauskas, quien no quería correr el riesgo de no contar con un equipo para jugar después de la crisis de 2008-2009, pasó el año académico 2009-10 en "South Kent School", pero el campus rural boscoso le hizo nostálgico y se trasladó al instituto "St. Mark's School" al año siguiente. Se perdió la temporada 2009-10 del baloncesto como resultado de una lesión en la cadera. El entrenador del equipo de Michigan Wolverines; John Beilein se familiarizó con Stauskas durante el campamento NBA Summer de 2010 antes del tercer año de secundaria de Stauskas. Stauskas visitó Michigan ese verano, y también estaba siendo reclutado por Villanova, Iowa State, Georgetown, Notre Dame, Florida y Providence. En el momento en que llegó a St. Mark's, se esperaba que fuera un actor del mejor quinteto estatal. En el 2011, en la final del campeonato de la New England Preparatory School Athletic Council (NEPSAC) Clase AA, Stauskas lideró a St. Mark's en anotación con 17 puntos contra el instituto Tilton School de Nerlens Noel, pero St. Mark's perdió por 72-56. El 26 de marzo de 2011, Stauskas adquirió un compromiso verbal con Michigan. Este compromiso realizado fue el segundo miembro de la clase de reclutamiento de Michigan de 2012. Ese verano marcó 27 puntos en una exhibición de la escuela secundaria canadiense All-Stars contra el equipo de baloncesto masculino de Baylor Bears.
Antes de su último año, ESPN lo señaló como uno de los 25 mejores tiradores de tres puntos en la clase nacional de 2012. En noviembre de 2011, en el momento de los fichajes de la carta nacional de intención, Stauskas, Glenn Robinson III y Mitch McGary dieron a Michigan una posición consensuada entre las diez mejores clases entrantes de 2012. Stauskas visitó Michigan junto a su futuro compañero Robinson para ver el partido de día de año nuevo de 2012 que terminó en victoria 61-56 por el equipo de los Wolverines de 2011-12 sobre Minnesota. Entonces Stauskas lideró a St. Mark's a una victoria 67-57 en el concurso de Hoophall Classic en 2012 con 16 puntos contra el instituto "Friends Central School". A medida que la temporada avanzaba, Stauskas (y Robinson) mejoraron en las calificaciones de jugador nacional para compensar la caída de McGary y mantener una de las mejores clases. Stauskas anotó 19 puntos para liderar a su equipo a una victoria 59-53 en la final de Campeonato Clase AA de NEPSAC de 2012 sobre el istituto "Tilton" de Nerlens Noel. Stauskas ganó el MVP de la final del campeonato de la NEPSAC. fue seleccionado para el mejor equipo de la NEPSAC Clase AA de 2012. Siguiendo de estos honores, los valores y rankings continuaron aumentando.

### Universidad

#### Primera temporada
Stauskas comenzó su carrera universitaria con la esperanza de que iba a ser un buen tirador sobre la base de su actuación en lanzamientos de tres puntos simulacros en los que había elevado el listón para el equipo. En las rondas del torneo de campeonato del 2012 NIT Season Tip-Off en el Madison Square Garden, el 21 de noviembre y el 23 de noviembre, Michigan derrotó a Pittsburgh y Kansas State, respectivamente, para ganar el torneo. El 26 de noviembre, Stauskas ganó los honores de freshman (debutante) la semana por su actuación en el torneo NIT en la que promedió 12,5 puntos y 4,5 rebotes. El 27 de noviembre, Michigan derrotó a su primer rival clasificado de la temporada, NC State (#18 en la encuesta de la Associated Press/#18 en la encuesta de los entrenadores), en la ACC–Big Ten Challenge, partido en el que Trey Burke logró el primer doble-doble de su carrera, que incluyó un récord personal de 11 asistencias, no perdió balones y 18 puntos, y el récord personal con 20 puntos de Stauskas en la victoria por 79-72. Después de ese partido, el analista de ESPN; Dan Dakich describió a Stauskas como el freshman (debutante) más subestimado en el país. Esa semana, Burke señaló a Stauskas como el mejor tirador con el que jamás había jugado. El 1 de diciembre contra Bradley, Stauskas fue titular por primera vez en la temporada regular en toda su carrera y registró un nuevo récord personal de 22 puntos. Tras sus dos primeras actuaciones de 20 puntos, repitió como freshman (debutante) de la semana del 3 de diciembre de la Big Ten. Stauskas también ganó el reconocimiento por parte de la revista Sports Illustrated como freshman (debutante) nacional de la semana el 3 de diciembre. El 29 de diciembre, contra Central Michigan, Stauskas registró 19 puntos, con 5 de 8 en tiros de 3 puntos. Sus 5 triples y 7 rebotes fueron récords personales de su carrera, lo que valió para ser elegido por tercera vez freshman (debutante) de la semana del 31 de diciembre de la Big Ten.
El día 31 de diciembre de Stauskas lideró a la nación en porcentaje de tiros tres puntos. Esto fue algo confuso porque varias fuentes tenían diferentes umbrales de elegibilidad. ESPN informó los líderes basados en 2 intentos de tres puntos mínimo por partido, mientras BigTen.org solo requiero un mínimo de 1.5 intentos por partido para la elegibilidad. NCAA.org requiere un mínimo de 2.5 anotados por partido, y Stauskas había sido el líder desde el informe semanal de 9 de diciembre. El 16 de enero, el Sporting News señaló a Stauskas como el jugador sorpresa de la primera mitad del año. Hasta el 28 de enero, Stauskas lideró la Big Ten en porcentaje de tiros libres (.833), así como tiros de tres puntos anotados y fue segundo en porcentaje de tiros de 3 puntos (.490). Ese día, Michigan fue el número uno en la encuesta de la Associated Press con 51 de 65 votos en la primera ronda. Fue la primera vez que Michigan ocupó la cima en la encuesta de la Associated Press desde que el Fab Five del 1992-93 lo logró el 5 de diciembre de 1992. El 31 de enero, Stuaskas y Robinson fueron nombrados en la lista de los 12 mejores de la mitad de temporada para el Premio USBWA al Freshman Nacional del Año, reconociendo sus actuaciones como estar entre las 12 mejores actuaciones freshman (debutante) en la competición de la NCAA. Stauskas terminado los 18 partidos de la temporada 2012-13 de la Big Ten Conference con un porcentaje de 37% en tiros de tres puntos con 30 de 81 tiros anotados durante lo que jugó en la conferencia.

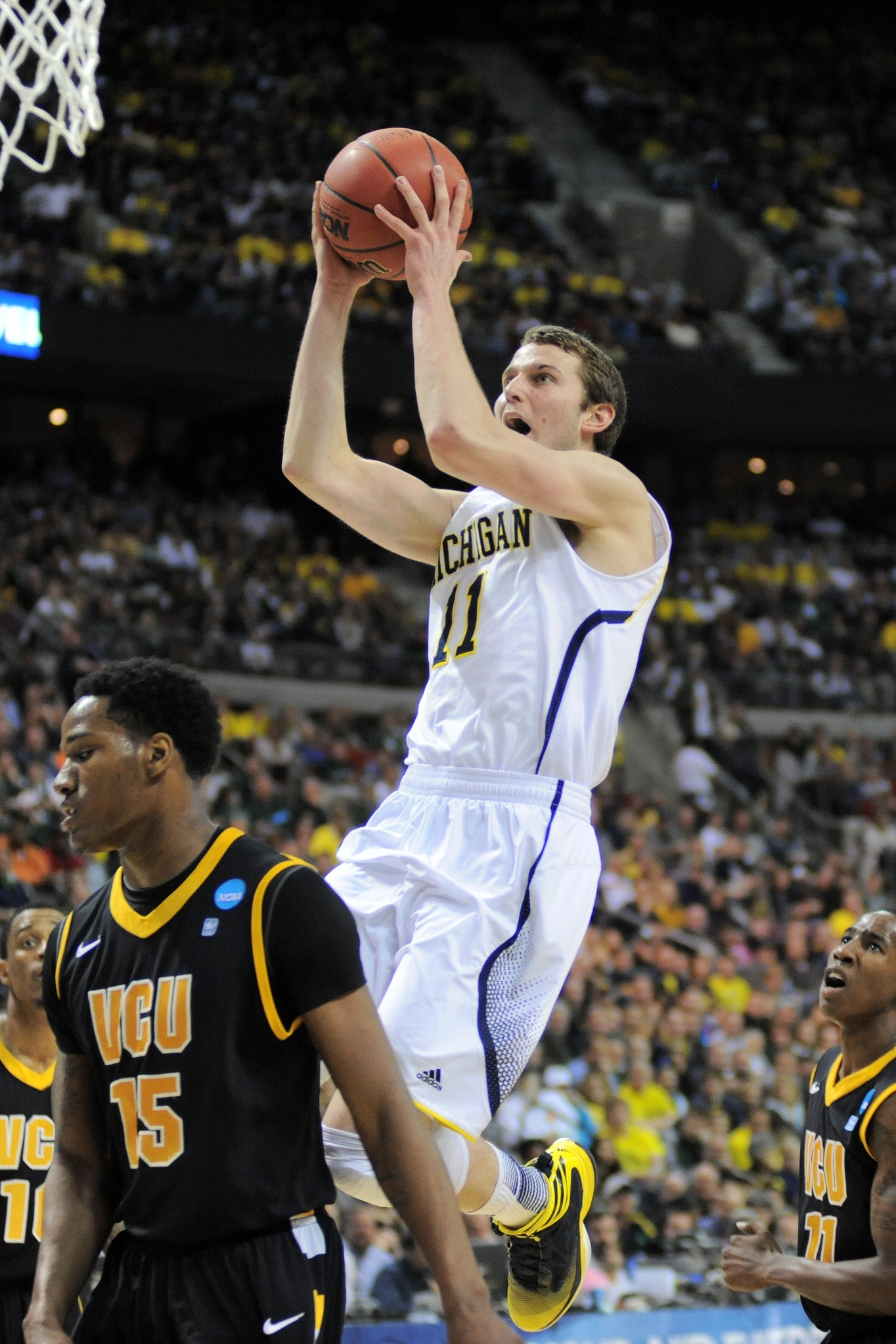
Stauskas en el torneo de la división I de la NCAA de 2013.

Antes del Campeonato de la División I de Baloncesto Masculino de la NCAA de 2013, Jeff Goodman de CBSSports.com señaló a Michigan como el equipo del torneo con más futuros talentos para la NBA en su plantilla (en ausencia de Kentucky que fue relegado al torneo National Invitation Tournament de 2013). Habiendo anotados sus últimos 20 tiros libres consecutivo de entrada en el Campeonato de la División I de Baloncesto Masculino de la NCAA de 2013, Stauskas terminó la temporada con un 85.1% (74-87) porcentaje de lanzamientos de tiros libres, quién fue mejor que el líder de porcentaje de tiros de tiros libres de Big Ten Conference, Adreian Payne (84.8%). En las finales de la regional del 31 de marzo contra Florida, Stauskas anotó los 6 intentos de tiro de tres puntos, incluyendo los 5 en la primera mitad ya que el equipo tenía una ventaja de 41-17 antes de entrar en el medio tiempo con el resultado 47-30. Michigan avanzó a la final ded campeonato nacional el 8 de abril, donde el equipo perdió contra Louisville por un margen de 82-76. Sus 6 tiros de tres puntos fue una nueva marca personal y su actuación de 22 puntos empató su marca. Todos sus tiros de tres puntos vinieron de la esquina izquierda. Los 6 tiros de tres puntos anotados por Stauskas marcaron el récord de temporada de un freshman (debutante) de Michigan con total de 79 triples, superando la marca de 2 años atrás de Tim Hardaway Jr. de 76. Stauskas y McGary se unieron al Jugador Más Destacado Trey Burke en el mejor quinteto de la regional sur. Para la temporada, sus 0.9 faltas por 40 minutos fueron la segunda en el país.

#### Segunda temporada

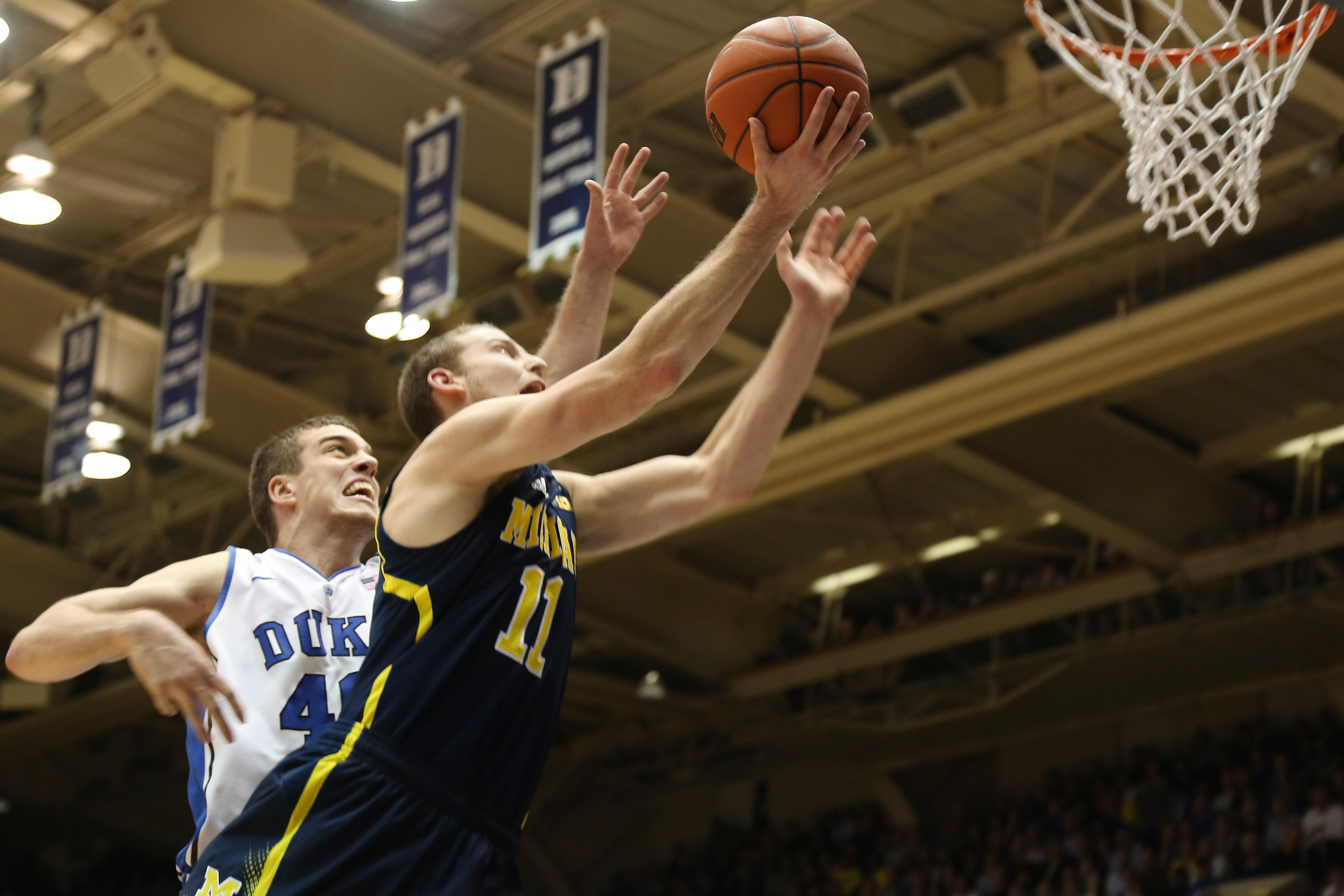
Stauskas intentado anotar contra Marshall Plumlee.

Al término de la temporada, Stauskas aumentó 7,3 kg de peso y ganó 15 cm de salto vertical. Lindy’s Sports seleccionó a Stauskas en la pretemporada en el segundo equipo All-Big Ten, nombró a Stauskas como el décimo escolta de la nación y el mejor tirador de la Big Ten. El 12 de noviembre registró marcas personales de su carrera de 23 puntos y 5 asistencias en el segundo partido de la temporada regular contra South Carolina State. En la primera mitad del partido, anotó sus seis tiros de campo, incluyendo 5 triples. En el siguiente partido, Stauskas aportó un récord personal de 6 asistencias, así como 20 puntos en contra Iowa State el 17 de noviembre. Stauskas anotó 24 puntos en el partido del 21 de noviembre contra Long Beach State en la primera ronda del Puerto Rico Tip-Off, superando su récord personal establecido dos partidos antes y dándole tres actuaciones consecutivas de 20 puntos por primera vez en su carrera. Estableció otro récord personal al día siguiente contra Florida State, anotó 26 puntos, incluyendo 7 de los 13 puntos del equipo en tiempo extra, a pesar de anotar solo 3 puntos en la primera mitad. En el partido estableció una marca personal con 9 tiros libres anotados logrando su cuarto partido consecutivo de 20 puntos. Después de un tiempo muerto de Michigan con 11 segundos por jugar, Stauskas forzó la prórroga con una bandeja. En el partido por el campeonato contra Charlotte, Stauskas anotó 20 puntos y un récord personal de 3 robos. A pesar de que Michigan perdió en la final del campeonato, Stauskas ganó los honores de MVP del torneo. En la segunda mitad Stauskas se torció el tobillo, pero siguió jugando los últimos 9 minutos y medio. Stauskas se perdió el partido contra Coppin State el 29 de noviembre para dar descanso al tobillo.
En el primer partido de 2 de enero de la Big Ten Conference contra Minnesota, Stauskas estableció una marca personal con 7 asistencias y anotó 14 puntos. El 14 de enero, tuvo un partido con 21 puntos, récord de equipo de 5 asistencias, así como 6 rebotes ante Penn State. El 18 de enero, Stauskas anotó 23 puntos, incluyendo los 11 puntos finales de Michigan derrotando a Wisconsin (#3) en el Kohl Center, por primera vez desde que el equipo de 1998-99 también lo hizo, poniendo fin a una racha perdedora de 11 partidos en Wisconsin. Stauskas anotó 6 de sus intentos de tiros libres en los últimos 25 segundos. El partido supuso derrotar fuera de casa al mejor equipo del ranking hasta ese momento. El 21 de enero, Stauskas obtuvo su primer reconocimiento como jugador de la semana de la Big Ten Conference. En el momento en que él estaba liderando la conferencia en anotación y partidos de 20 puntos. El 22 de enero, contra el (#10) Iowa, Stauskas empató su marca personal con 26 puntos y aportó 5 rebotes y 5 asistencias, ayudando a Michigan a derrotar a dos top-10 de forma consecutiva por primera vez desde que el equipo de 1996-97 lo logró. El 25 de enero, en el partido de la rivalidad de Michigan-Michigan State, Stauskas aportó 19 puntos y 4 asistencias, incluyendo 5 de 6 tiros de 3 puntos. La victoria 80-75 sobre el (#3) Michigan State marco la primera vez en la historia de la universidad que el equipo derrotó a tres equipo consecutivos de la AP Poll 10 principales oponentes y marcó la primera vez desde los 1986-87 de Iowa Hawkeyes que cualquier equipo ha ganado tres partidos consecutivos y todos se encontraban ante rivales de los 10 mejores (Top 10). También marco el inicio del 7-0 de Michigan en la Big Ten, es el mejor récord desde 1976-77 ya que el equipo de ese año ganó sus primeros ocho partidos. Su esfuerzo ´hizo que ganara un segundo reconocimiento de jugador de la semana de la Big Ten, así como el honor de jugador nacional de la semana de CBS Sports, el 27 de enero. Stauskas también ganó el reconocimiento jugador nacional de la semana Oscar Robertson por la Asociación de Prensa de Baloncesto de los Estados Unidos (United States Basketball Writers Association) también (USBWA) el 28 de enero. Lideró la conferencia en anotación y en porcentaje de tiros tres puntos hasta enero, pero solo anotó seis puntos cuando Michigan fue derrotado por Indiana el 2 de febrero, poniendo fin a una racha de 10 partidos ganados y el inicio de la conferencia Big Ten 8-0. Stuaskas estableció otro récord en asistencias con 8 contra Nebraska el 5 de febrero, el equipo registró su mayor margen de victoria en un partido de la conferencia desde que venció a Indiana 112-64 el 22 de febrero de 1998. El 23 de febrero contra el (#13/14) Michigan State, Michigan se recuperó de un marcador adverso 22-11 para ganar 79-70. Stauskas sumó 25 puntos en 9 de sus 13 intentos, 21 en la segunda mitad, incluyendo 10 que se llevó a la puntuación de una desventaja de 48-43 a una ventaja de 53-51. Añadió 5 asistencias, 3 rebotes y sin faltas en su camino a ganar su tercer reconocimiento de jugador de la semana de la Big Ten el 24 de febrero. El 4 de marzo, Stauskas anotó 24 puntos, incluyendo un récord personal de siete tiros de tres puntos de 9 lanzamientos intentados contra Illinois para ayudar a Michigan y alzarse su 14º y 8º consecutivo campeonato de la Big Ten Conference. El 8 de marzo, Stauskas lideró el equipo con 21 puntos para ayudar a Michigan a cerrar su temporada con una victoria 84-80 sobre Indiana. El 10 de marzo, Stauskas obtuvo su cuarto reconocimiento jugador de la semana de la Big Ten (Co-Jugador de la Semana con Shavon Shields en ese momento). Stauskas cuatro veces premiado como jugador de la semana lideró la Big Ten en ese reconocimiento esa temporada. Al final de la temporada regular, fue el único jugador de la Big Ten en la lista de los 10 mejores en porcentaje de tiros de campo (48,9), porcentaje de tiros de tres puntos (45.8) y porcentaje de tiros libres (81.1).
El 22 de marzo contra de Texas, en el segundo partido del torneo de la División I de baloncesto masculino de la NCAA de 2014 de Michigan, Stauskas igualó su récord personal de 8 asistencias, así como fue máximo anotador de su equipo con 17 puntos. El equipo de 2013-14 fue eliminado en cuartos de final del torneo por Kentucky. Aun así Stauskas fue el máximo anotador con 24 puntos. Stauskas y su compañero de equipo Caris LeVert, junto a Julius Randle, Aaron Harrison y Marcus Lee fueron elegidos el mejor equipo All-Midwest Regional.

#### Listas de observación y premios
El 13 de febrero, Stauskas fue uno de los cuatro jugadores de la Big Ten (junto con Keith Appling, Gary Harris y Roy Devyn Marble) que fueron nombrados a la lista de mitad de temporada de los 30 hombres calificados para el premio Jugador Universitario del Año Naismith. El 8 de marzo, Stauskas fue uno de los dos jugadores de la Big Ten (junto con Harris) que figuraron entre los 15 finalistas para el Premio John R. Wooden.
Stauskas fue un seleccionado en el segundo equipo All-American de baloncesto masculino de la NCAA de 2014 por Sporting News. En el momento de ser nombrado All-American de Sporting News, Stauskas fue descrito como habiendo hecho los mayores refinamientos a su juego de sus compañeros honrados por Mike DeCourcy: "Cada jugador en esta lista, con excepción de los freshman, llevó a cabo mejoras incrementales de una temporada a otra con el fin de terminar como un All-American. Más que nadie, Stauskas redefinió su juego. Como freshman su primer año fue el principal un arma de capturar y disparar de los Wolverines en su cargo para la final de campeonato de la NCAA de 2013. Se convirtió en un llevador de balones en su segunda temporada, atacando a los defensores con su habilidad recién desatada a botar el balón y penetrar en el carril". Stauskas ganador del reconocimiento tercer equipo All-American por USA Today. Fue seleccionado en el primer equipo All-American por la Asociación Nacional de Entrenadores de Baloncesto (National Association of Basketball Coaches) (NABC). También fue seleccionado en el segundo equipo por la revista Sports Illustrated y Bleacher Report, así como seleccionado en el tercer equipo por NBC Sports. Cuando Stauskas fue nombrado segundo equipo All-American por Associated Press, se convirtió en un All-American consensuado. Stauskas también ganó el Premio John R. Wooden reconocimiento del mejor equipo All-American.
Stauskas fue el Jugador del Año de la Big Ten Conference y una unánime el selección en el mejor quinteto de la Big Ten seleccionado tanto por los entrenadores y los medios de comunicación, convirtiéndose en el quinto jugador B1G del año de Michigan y segundo consecutivo. El 11 de marzo Stauskas fue nombrado Jugador del Año del Distrito V por la Asociación de Escritores de Baloncesto de los Estados Unidos (United States Basketball Writers Association) (USBWA). Stauskas fue incluido en el mejor quinteto del distrito 7 de la Asociación Nacional de Entrenadores de Baloncesto División I el 12 de marzo. Stauskas fue nombrado para el mejor quinteto del campeonato de la Big Ten de 2014.

#### Estadísticas
Porcentaje de tiros libres de la carrera de Stauskas es de 83.16% segundo en la historia de la escuela, y un 44.10% en porcentaje de tiros de tres puntos es quinto lugar.
| Año     | Equipo     | PJ | PT | MPP  | %TC  | %3P  | %TL  | RPP | APP | ROB | TPP | PPP  |
| ------- | ---------- | -- | -- | ---- | ---- | ---- | ---- | --- | --- | --- | --- | ---- |
| 2012–13 | Wolverines | 39 | 33 | 30.5 | .463 | .440 | .851 | 3.0 | 1.3 | 0.6 | 0.2 | 11.0 |
| 2013–14 | Wolverines | 36 | 36 | 35.6 | .470 | .442 | .824 | 2.9 | 3.3 | 0.6 | 0.3 | 17.5 |

### Profesional

#### NBA
Después de la temporada, Stauskas, quien fue considerado como una probable selección de primera ronda, dijo que iba a necesitar algún tiempo para procesar su decisión y que iba a tomar su decisión después de hablar con sus entrenadores y familiares. El 6 de abril, Stauskas dijo que iba a tomar una decisión en la próxima semana o así. El 7 de abril, David Aldridge clasificó a Stauskas como el potencial entrante número uno del draft entre los escolta (por delante de Harris, James Young, y Andrew Harrison) y una selección de lotería tardía. Otros coinciden que Stauskas es una probable selección de la lotería tarde. Stauskas y sus compañeros McGary y Robinson todos presentaron solicitudes de evaluación al Comité Asesor de Pregrado de la NBA que debía responder el 14 de abril, dando a los jugadores hasta el 27 de abril para hacerse elegibles para el draft si así lo desean. El 10 de abril, surgieron informes de que Stauskas había decidido ir a favor, pero él negó que él había tomado una decisión. Los informes se basan en rumores de que Stauskas había decidido contratar a Mark Bartelstein como su agente. Bartelstein es el padre de su excompañero de Michigan; Josh Bartelstein, y agente de su excompañero Tim Hardaway Jr. El 15 de abril, en una conferencia de prensa conjunta con Robinson en la Big Ten Network, Stauskas declaró su elegibilidad para el Draft de la NBA de 2014. Durante sus dos años con Michigan, la universidad disfrutó de su más ganador trama de dos años en la historia de la universidad marcado por un total de 59 victorias. De Michigan 14 primeros participantes en el draft de la NBA, 10 selecciones de primera ronda y 3 selecciones de segunda ronda. Stauskas firmó con Bartelstein (junto con su compañero de equipo McGary). El 5 de mayo, Stauskas lanzó el primer lanzamiento ceremonial para los Detroit Tigers en el Comerica Park.
En mayo en el Draft Combine de la NBA, Stauskas optó por sentarse de los ejercicios de tiro, pero eligió participar en las medidas antropométricas oficiales, ejercicios de fuerza/agilidad y reuniones de equipo. Stauskas participó en las pruebas de fuerza y agilidad, junto con 13 escoltas, terminando quinto en la gestión de salto vertical, sexto en salto vertical de pie, séptimo en la carrera de ida y vuelta, el noveno lugar en la carrera de tres cuartos de cancha y 11º en el ejercicio de la agilidad del carril. Stauskas fue seleccionado en el 8º puesto de la primera ronda del Draft de la NBA de 2014 por los Sacramento Kings. Es actualmente la selección más alta de Michigan desde Jamal Crawford, quien fue octavo en el Draft de la NBA de 2000. Sus compañeros de equipo Mitch McGary y Glenn Robinson III también fueron seleccionados, este logró marcó la primera vez que Michigan tuvo al menos tres selecciones del draft desde el Draft de la NBA de 1990. Como Trey Burke y Tim Hardaway Jr. fueron seleccionados el año anterior, cada jugador que titularizo el partido del Campeonato de la División I de Baloncesto Masculino de la NCAA de 2013 fueron seleccionados ya fuera en el Draft de la NBA de 2013 o de 2014.
El 7 de diciembre de 2017 fue traspasado a Brooklyn Nets junto con Jahlil Okafor y una segunda ronda del draft de 2019, a cambio de Trevor Booker.
El 5 de julio de 2018 fichó por los Portland Trail Blazers.
El 3 de febrero de 2019 es traspasado, junto a Wade Baldwin, a Cleveland Cavaliers a cambio de Rodney Hood. Tres días más tarde fue traspasado a Houston Rockets en una operación a tres bandas con Cavs y Sacramento Kings. Horas más tarde fue traspasado a Indiana Pacers junto con Baldwin, una segunda ronda del draft de 2021 y los derechos sobre Maarty Leunen a cambio de dinero, pero fue despedido el 8 de febrero. El día 11 fichó de vuelta con los Cleveland Cavaliers hasta final de temporada.

#### España
El 1 de agosto de 2019, firma un año de contrato con el equipo de la Liga ACB, Kirolbet Baskonia. El 12 de febrero de 2020, acuerdan rescindir el contrato.

#### G League y NBA
El 26 de noviembre de 2020 regresó a la NBA tras firmar con Milwaukee Bucks por una temporada, pero fue despedido antes del comienzo de la competición. El 27 de enero de 2021 se incorporó a la plantilla de los Raptors 905 de la G League.
El 16 de octubre de 2021 firmó por los Denver Nuggets, pero fue despedido ese mismo día. Posteriormente, Stauskas se unió a los Grand Rapids Gold como jugador afiliado.
El 31 de diciembre de 2021, firma por 10 día con Miami Heat.
Al término de su contrato, y tras 2 encuentros con los Heat, regresa a los Grand Rapids Gold. El 1 de marzo de 2022, ante Wisconsin Herd, consigue el récord del equipo en anotación con 57 puntos, además de ser la sexta marca más alta en anotación de la NBA G League. Al día siguiente, ante Lakeland Magic, anota 43 puntos, alcanzando los 100 puntos en dos encuentros consecutivos.
El 3 de marzo de 2022, firma un contrato de dos años con Boston Celtics.
El 1 de julio de 2022 es traspasado, junto a Daniel Theis, Aaron Nesmith, Malik Fitts y Juwan Morgan a Indiana Pacers, a cambio de Malcolm Brogdon..

## Estadísticas de su carrera en la NBA

### Temporada regular
| Año     | Equipo       | PJ  | PT | MPP  | %TC  | %3P  | %TL   | RPP | APP | ROB | TPP | PPP |
| ------- | ------------ | --- | -- | ---- | ---- | ---- | ----- | --- | --- | --- | --- | --- |
| 2014-15 | Sacramento   | 73  | 1  | 15.4 | .365 | .322 | .859  | 1.2 | .9  | .3  | .2  | 4.4 |
| 2015-16 | Philadelphia | 73  | 35 | 24.8 | .385 | .326 | .771  | 2.5 | 1.9 | .6  | .3  | 8.5 |
| 2016-17 | Philadelphia | 80  | 27 | 27.4 | .396 | .368 | .813  | 2.8 | 2.4 | .6  | .4  | 9.5 |
| 2017-18 | Philadelphia | 6   | 0  | 7.5  | .250 | .000 | 1.000 | .2  | .2  | .7  | .0  | .7  |
| 2017-18 | Brooklyn     | 35  | 0  | 13.7 | .393 | .404 | .704  | 1.8 | 1.1 | .1  | .1  | 5.1 |
| 2018-19 | Portland     | 44  | 0  | 15.3 | .419 | .344 | .889  | 1.8 | 1.4 | .3  | .1  | 6.1 |
| 2018-19 | Cleveland    | 24  | 0  | 14.3 | .367 | .429 | .893  | 2.0 | .8  | .3  | .1  | 5.5 |
| 2021-22 | Miami        | 2   | 0  | 12.0 | .375 | .500 | .750  | 1.5 | .5  | .0  | .0  | 5.5 |
| 2021-22 | Boston       | 6   | 0  | 2.5  | .333 | .333 | .500  | .0  | .2  | .0  | .0  | 1.2 |
| Total   | Total        | 343 | 63 | 19.5 | .389 | .354 | .812  | 2.0 | 1.5 | .4  | .2  | 6.7 |

### Playoffs
| Año   | Equipo | PJ | PT | MPP | %TC  | %3P  | %TL   | RPP | APP | ROB | TPP | PPP |
| ----- | ------ | -- | -- | --- | ---- | ---- | ----- | --- | --- | --- | --- | --- |
| 2022  | Boston | 13 | 0  | 1.8 | .250 | .300 | 1.000 | .3  | .3  | .0  | .0  | 1.0 |
| Total | Total  | 13 | 0  | 1.8 | .250 | .300 | 1.000 | .3  | .3  | .0  | .0  | 1.0 |

## Selección nacional
Stauskas jugó para Canadá en el Campeonato FIBA Américas Sub-16 de 2009 celebrado en Argentina. Ayudó a liderar la Selección de baloncesto de Canadá a la medalla de bronce, lo que les clasificó para el Campeonato Mundial de Baloncesto Sub-17 de 2010. Logró un promedio de 9,4 puntos por partido en el torneo, que incluye un partido con 21 puntos en la derrota por 126-78 contra el equipo de Estados Unidos dirigido por Bradley Beal y James Michael McAdoo, el 20 de junio de 2009. La primera selección Draft de la NBA de 2013; Anthony Bennett fue uno de los compañeros de equipo Stauskas en el torneo. Stauskas fue invitado posteriormente a entrenar con la selección nacional masculino de máximo nivel.

## Vida personal
Su padre es Paul Stauskas, y su madre es Ruta Stauskas, El nombre de su hermano es Peter. Tres de cuatro abuelos de Stauskas vivían en Lituania antes de la Segunda Guerra Mundial. Stauskas asistió previamente a "Lithuanian Saturday School" en Toronto, Ontario, Canadá, y es capaz de entender y hablar algo de lituano. Tiene la doble nacionalidad canadiense y lituano, pero jugó para Canadá en las competiciones juveniles internacionales. A pesar de que, todavía puede seleccionar el equipo que quiere representar en competiciones adultas: su país natal Selección de baloncesto de Canadá o su ancestral Selección de baloncesto de Lituania en la competencia abierta. Cuando él tuiteó un vídeo de la víspera de Navidad de 2012 de sí mismo en el cual anotó 45 de 50 tiros de tres puntos, Dick Vitale respondió 14 minutos más tarde. El 24 de abril de 2013, publicó un vídeo de sí mismo anotando 70 de 76 triples en cinco minutos y 8 horas más tarde, Stephen Curry lo desafió, a través de Twitter, a un concurso de triples. Curry había establecido el récord de la National Basketball Association (NBA) de tiros de tres puntos anotados en una temporada una semana antes. A la mañana siguiente ESPN retweeteo el vídeo y señaló que Stauskas anotó 46 consecutivamente. Unas horas más tarde, cuando Stauskas despertó, dijo que iba a esperar tal concurso. Pronto representantes de Stauskas y de Curry dispuestos a tener un enfrentamiento televisado por TSN, pero el concurso hubiera sido en violación de las reglas de la NCAA contra la competencia entre los atletas amateur y atletas profesionales.